# El asesino está entre nosotros
El asesino está entre nosotros (en alemán: Die Mörder sind unter uns) es el primer largometraje alemán del cine de la posguerra y el que inauguró el género conocido como Trümmerfilm, es decir, "cine de escombros". Fue escrita y dirigida por Wolfgang Staudte. Los papeles principales fueron interpretados por Hildegard Knef, Ernst Wilhelm Borchert, Erna Sellmer y Arno Paulsen.

## Argumento
La película está ambientada en 1945 en un Berlín destruido por las bombas. La joven fotógrafa e ilustradora Susanne Wallner, superviviente de un campo de concentración, regresa a Berlín después de la guerra. Cuando llega a su antiguo piso, situado en un edificio de apartamentos, este está ocupado por un antiguo cirujano del ejército, el doctor Hans Mertens. La situación los obliga a convertirse en compañeros de piso. Malviven en una vivienda con las ventanas rotas, con escasas pertenencias y las carencias que impone la posguerra.
A Hans le persiguen horribles recuerdos de la guerra que contrarresta con un consumo excesivo de alcohol, y solo le queda el sarcasmo para comunicarse con sus semejantes. Mientras que Susanne intenta aceptar la situación y seguir adelante, Hans no está preparado para ello y se emborracha regularmente. Poco a poco, Hans empieza a desarrollar sentimientos de amistad y después de afecto hacia Susanne. Susanne también se enamora de él y espera a que Hans le abra su corazón.
Una carta de despedida para la esposa del antiguo capitán de Hans, Ferdinand Brückner, cae por casualidad en manos de Susanne. Cuando Susanne le pregunta si se había olvidado de la misiva, Hans reacciona con agresividad y le grita que no se la entregó intencionadamente. Más tarde, Hans le pide disculpas y Susanne le lleva la carta a la mujer de Brückner. Allí se entera de que Brückner, a quien daban por muerto, había sobrevivido. Hans queda conmocionado cuando se entera a través de Susanne. A pesar de todo, acepta volver a ver a Brückner.
Brückner, además de ser un ciudadano bastante popular, es un empresario de éxito que fabrica ollas con cascos de acero viejos. Está encantado de volver a ver a su viejo camarada Mertens y le invita a comer. Junto a su mujer y sus hijos, vuelve a llevar una vida burguesa. Más adelante Brückner le propone a Hans visitar juntos a un salón de baile con chicas guapas. Hans conduce a Brückner hasta una calle abandonada donde se propone dispararle. En ese momento se encuentran con una madre angustiada que busca un médico para su hija enferma. Tras algunas dudas, Hans opera de urgencia a la niña para salvarle la vida. Mientras tanto, Brückner se divierte en el salón de baile.
El hecho de haber salvado una vida provoca una mejoría en el ánimo de Hans. Sin embargo, en la Nochebuena de 1945 se deprime y abandona el piso. Le dice a Susanne que tiene un asunto pendiente. Hans rememora la Nochebuena de 1942 en la que Brückner hizo fusilar a 121 civiles de una localidad polaca, a pesar de que Hans trató de disuadirle en vano de este propósito. Tras este suceso, Brückner celebró la Nochebuena con sus soldados libre de toda preocupación. Más tarde, Hans espera hasta que termina la fiesta de Navidad de la empresa de Brückner para anunciarle que le va a fusilar. Brückner, que se considera inocente, se salva gracias a la aparición de Susanne. Ella había leído el diario de Hans, por lo que adivinó lo que tramaba. Hans llega a la conclusión de que uno no debe juzgar por sí mismo, pero sí acusar. Varios motivos se superponen en la escena final: civiles asesinados, Brückner en prisión, soldados y fosas comunes.

## Producción
El rodaje comenzó el 16 de marzo de 1946 (dos meses antes de la fundación de la compañía cinematográfica estatal de la República Democrática Alemana conocida como DEFA) y concluyó en agosto de 1946. El rodaje tuvo lugar en los estudios Althoff situados en Babelsberg, en los estudios Jofa de la localidad de Johannisthal en Berlín y en numerosos escenarios exteriores del entorno de Berlín, incluidos el entorno de la Puerta de Brandemburgo y del Reichstag.
El equipo de grabación rodó directamente en las ruinas de la ciudad. Así, se crearon escenas impresionantes que realzan el efecto y la trama de la película. Originalmente, el título provisional era Der Mann den ich töten werde [El hombre al que voy a matar]. Sin embargo, se modificó después de que hubiera que reescribir el guion. En la primera versión, Mertens mata a su antiguo capitán, pero los censores soviéticos temían que los espectadores vieran en ello un llamamiento a tomarse la justicia por su mano. 
La película se estrenó el 15 de octubre de 1946 en el sector soviético de Berlín, en el Admiralspalast, que en aquella época albergaba la Ópera Estatal Alemana (véase también: Acontecimientos de política cultural del año 1946 en la zona de ocupación soviética). 
En las zonas de ocupación occidentales, la película se proyectó por primera vez el 10 de abril de 1947 en la ciudad de Baden-Baden. La película fue emitida el 1 de noviembre de 1955 por la televisión de la República Democrática Alemana cuando aún se encontraba en fase de "programa de prueba oficial". En la República Federal de Alemania fue emitida por primera vez por el canal ARD el 18 de diciembre de 1971.

## Reacción de la crítica
Wolfgang Staudte recibió críticas mayoritariamente positivas por la película. Esta no sólo abordaba el pasado alemán, sino también el suyo propio: Staudte había interpretado un papel secundario en la película de propaganda nazi El judío Süß. A veces se critica que el aspecto de los personajes de la película, vestidos con trajes y ropa de moda, no se corresponde con la situación en la que vivían los berlineses de la época (sobre todo por las Trümmerfrauen, "mujeres de los escombros", y los supervivientes de los campos de concentración), una crítica que resulta poco creíble teniendo en cuenta el periodo de producción. 
El diario Frankfurter Allgemeine Zeitung publicó una crítica de la obra cinematográfica de Staudte en 1952 con motivo de la proyección de algunas de sus películas en el cineclub de la ciudad de Heidelberg. Según esta crítica Die Mörder sind unter uns resultaba menos auténtica que Rotation y persistía en una suerte de "agarrotamiento de 1945".
En 1995, historiadores del cine y periodistas de la Asociación Alemana de Cinematógrafos votaron la película como una de las 100 películas alemanas más importantes de todos los tiempos.